# Großkanzler des Malteserordens
Großkanzler (Magnus Cancellarius) und somit Außenminister ist eines der vier Hohen Ämter des Malteserordens und wird einem Profess- oder Obödienzritter übertragen.

## Wahl
Der Großkanzler wird vom Souveränen Rat mit einfacher Mehrheit gewählt.

## Aufgaben
Der Großkanzler ist Leiter der Exekutive, dem die Verantwortung für die inneren (Beziehungen zu den nationalen Assoziationen) und äußeren (diplomatische Vertretungen) Ordensangelegenheiten obliegt.
Dem Großmeister unterstellt, ist er mit der politischen Leitung und der Führung der inneren Verwaltung sowie mit der Koordinierung der Ordensaktivitäten beauftragt.

## Amtsinhaber

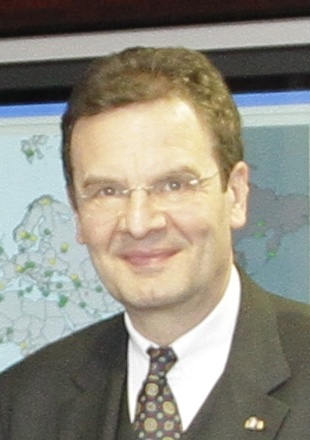
Albrecht Freiherr von Boeselager

- Peter Ludwig von der Pahlen (um 1800)
- Gabriel Baron von Apor (Gábor Apor von Altorja) (1952–1958)
- Vincenzo di Napoli Rampolla Barresi Bellacera (1959–1965)
- Carlo Lovera di Castiglione (1965–1968)
- Quintin Peter Thorsby Jermy Gwyn (1968–1978)
- Vittorio Marullo di Condojanni (1978–1980)
- Carlo Marullo di Condojanni (ad interim in 1995)
- Felice Catalano di Melilli (1984–1997)
- Carlo Marullo di Condojanni (1997–2001)
- Jacques de Liedekerke (2002–2005)
- Jean-Pierre Mazery (2005–2014)
- Albrecht Freiherr von Boeselager (2014–2022)
- John E. Critien (2016/17 ad interim).[2][3]
- Riccardo Paternò di Montecupo (2022 ad intermim)[4]